# Championnat de Lettonie de football 1992
Navigation
Saison précédente Saison suivante
La saison 1992 du Championnat de Lettonie de football était la deuxième édition de la première division lettone depuis que la république baltique a acquis son indépendance de l'ex-URSS en 1991. Dénommée à partir de la présente saison Virsliga, elle regroupe 12 clubs lettons au sein d'une poule unique qui s'affrontent en matchs aller et retour. Il n'y aura que 10 clubs en Virsliga la saison prochaine : les deux derniers du championnats sont relégués en fin de saison et il n'y a aucun club promu de D2.
C'est le Skonto Riga, champion de Lettonie en titre qui termine une nouvelle fois en tête de la poule.  C'est le 2e titre de champion de Lettonie de son histoire. Le Skonto réalise le doublé en remportant également la Coupe de Lettonie.

## Les 12 clubs participants
| - Skonto Riga - RAF Jelgava - VEF Riga - Pārdaugava Riga - Kompar/Daugava Riga - Olimpija Liepaja | - FK Dilar - FK Starts - FK Gauja - FK Vairogs - Torpedo Riga - Daugavpils BJSS |

## Compétition
Le barème de points servant à établir le classement se décompose ainsi :
- Victoire : 2 points
- Match nul : 1 point
- Défaite : 0 point

### Classement
| Rang | Équipe              | Pts | J  | G  | N | P  | Bp | Bc | Diff |
| ---- | ------------------- | --- | -- | -- | - | -- | -- | -- | ---- |
| 1    | Skonto Riga         | 38  | 22 | 18 | 2 | 2  | 51 | 10 | +41  |
| 2    | RAF Jelgava         | 38  | 22 | 17 | 4 | 1  | 43 | 6  | +37  |
| 3    | VEF Riga            | 33  | 22 | 14 | 5 | 3  | 46 | 14 | +32  |
| 4    | Pārdaugava Riga     | 29  | 22 | 13 | 3 | 6  | 45 | 22 | +23  |
| 5    | Kompar/Daugava Riga | 28  | 22 | 11 | 6 | 5  | 48 | 19 | +29  |
| 6    | Olimpija Liepaja    | 25  | 22 | 10 | 5 | 7  | 33 | 25 | +8   |
| 7    | Daugavpils BJSS     | 19  | 22 | 8  | 3 | 11 | 25 | 35 | -10  |
| 8    | Torpedo Rīga        | 17  | 22 | 5  | 7 | 10 | 28 | 40 | -12  |
| 9    | FK Vairogs          | 16  | 22 | 7  | 2 | 13 | 29 | 43 | -14  |
| 10   | FK Gauja            | 15  | 22 | 6  | 3 | 13 | 26 | 48 | -22  |
| 11   | FK Starts           | 4   | 22 | 2  | 0 | 20 | 19 | 76 | -57  |
| 12   | FK Dilar            | 2   | 22 | 0  | 2 | 20 | 10 | 65 | -55  |

|  | Qualifié pour le barrage pour le titre |
|  | Relégation en deuxième division        |

### Matchs

#### Barrage pour le titre
Deux clubs terminent en tête à égalité de points au classement : le tenant, le Skonto Riga et le RAF Jelgava. Un barrage pour décerner le titre est organisé.
| 22 octobre 1992 | Skonto Riga | 3 - 2 a.p. | RAF Jelgava |  |  |
|                 |             |            |             |  |  |

## Bilan de la saison
| Championnat de Lettonie de football 1992 |                                  |
| Champion                                 | Skonto Riga (2e titre)           |
| Coupes et trophées                       |                                  |
| Vainqueur de la Coupe de Lettonie 1992   | Skonto Riga                      |
| Qualifications continentales             |                                  |
| Ligue des champions 1993-1994            | Skonto Riga                      |
| Coupe des coupes 1992-1993               | Aucun                            |
| Promotions et relégations                |                                  |
| Promus en Virsliga                       | Aucun (passage de 12 à 10 clubs) |
| Relégués en Latvian First League         | FK Starts                        |
| Relégués en Latvian First League         | FK Dilar                         |